# 월터 서턴

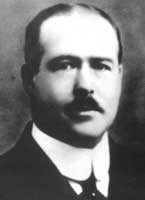
월터 서턴

월터 스탠버러 서턴(Walter Stanborough Sutton, 1877년 4월 5일 뉴욕주 유티카 ~ 1916년 11월 10일 캔자스주 캔자스시티)은 미국의 유전학자이다.
캔자스 대학교와 컬럼비아 대학교를 졸업했다. 염색체는 일정량의 유전 물질을 운반하며, 상동염색체의 쌍으로 존재한다는 결정적인 증거를 처음으로 제시하여 그레고어 멘델의 염색체 이론에 기초를 제공했다. 1902년에 발표된 「밑들이메뚜기의 염색체군 형태에 관하여」에서는 메뚜기의 체세포에 들어 있는 염색체는 세포마다 일정하고, 구분이 가능한 여러 개의 상동염색체 쌍으로 존재한다는 증거를 제시했다.